# J. Rothschild & Fils
J. Rothschild & Fils (später auch: Rheims & Auscher) war ein französischer Karosseriehersteller, der unter verschiedenen Firmierungen von 1840 bis 1930 Aufbauten für Kutschen und Automobile fertigte.

## Unternehmensgeschichte
Das Unternehmen geht auf den gebürtigen Österreicher Joseph Rothschild zurück, der 1840 im Pariser Vorort Levallois-Perret einen Betrieb zur Herstellung von Kutschen gründete. Rothschild wurde in der zweiten Hälfte des 19. Jahrhunderts zu einem der bevorzugten Kutschenlieferanten der Pariser Aristokratie. 
1890 machte Rothschild seine zwei Söhne zu Mitinhabern. Wenig später stellte er die Ingenieure M. Rheims und Léon Auscher ein, zwei Absolventen der École Centrale des Arts et Manufactures, die wesentlichen Einfluss auf die technische und stilistische Entwicklung der Erzeugnisse nahmen. Etwa zur Jahrhundertwende kauften Rheims und Auscher das Unternehmen. Es firmierte daraufhin als  J. Rothschild et Fils, Rheims & Auscher Successeurs; teilweise wurde auch die Kurzfassung Rheims & Auscher verwendet. 
1894 konstruierte Rothschild den ersten Aufbau für ein Automobil. In den folgenden Jahren verlagerte der Betrieb sein Tätigkeitsfeld komplett auf den Automobilbereich. Öffentlichkeitswirksam war die Beteiligung an dem Rekordfahrzeug La Jamais Contente von 1899, für den Léon Auscher die bei Rothschild gefertigte Karosserie entwarf. Rothschild gilt als einer der ersten Karosseriehersteller, die Aufbauten aus Aluminiumlegierungen fertigten. 
Im ersten Jahrzehnt des 20. Jahrhunderts expandierte das Unternehmen stark. Bis 1908 fertige Rothschild den größten Teil der Aufbauten für Panhard & Levassor, später gehörten der im gleichen Ort ansässige Hersteller Clément-Bayard sowie Delaunay-Belleville und Mors zu den Kunden. 1910 hatte Rothschild zwischen 500 und 600 Mitarbeiter, die Werksanlagen erstreckten sich über zwei Hektar.
Nach dem Ende des Ersten Weltkriegs konnte Rothschild nicht an die Erfolge der Vorkriegsjahre anknüpfen. Es setzte ein schleichender Niedergang ein, der 1930 in der Insolvenz und Auflösung des Betriebs endete.

## Galerie

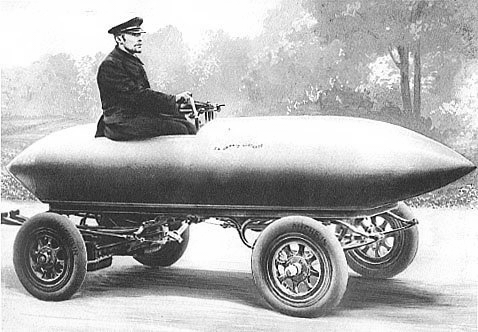
La Jamais Contente von Camille Jenatzky (1899)
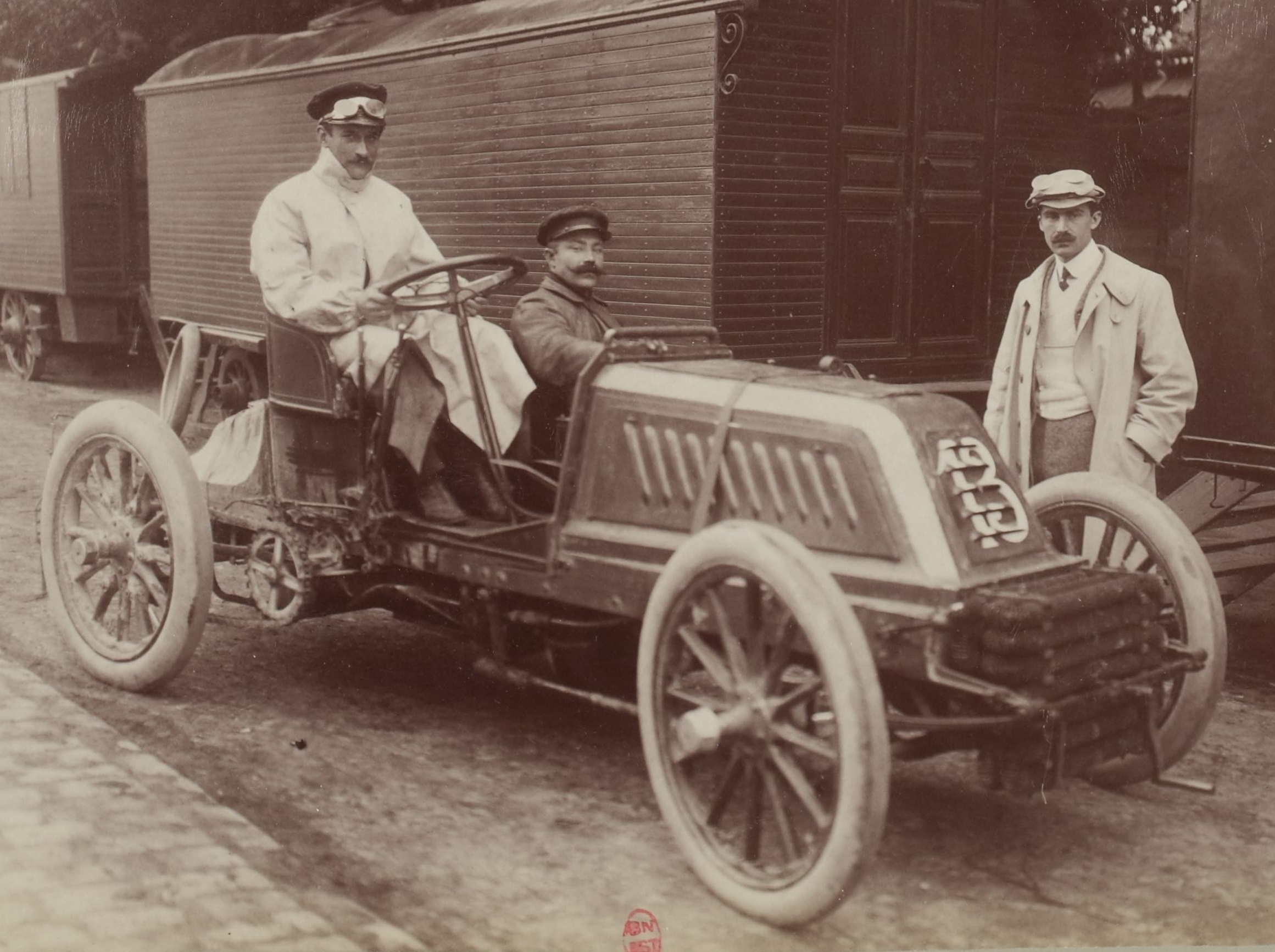
Mors Z mit Rothschild-Karosserie (1902)
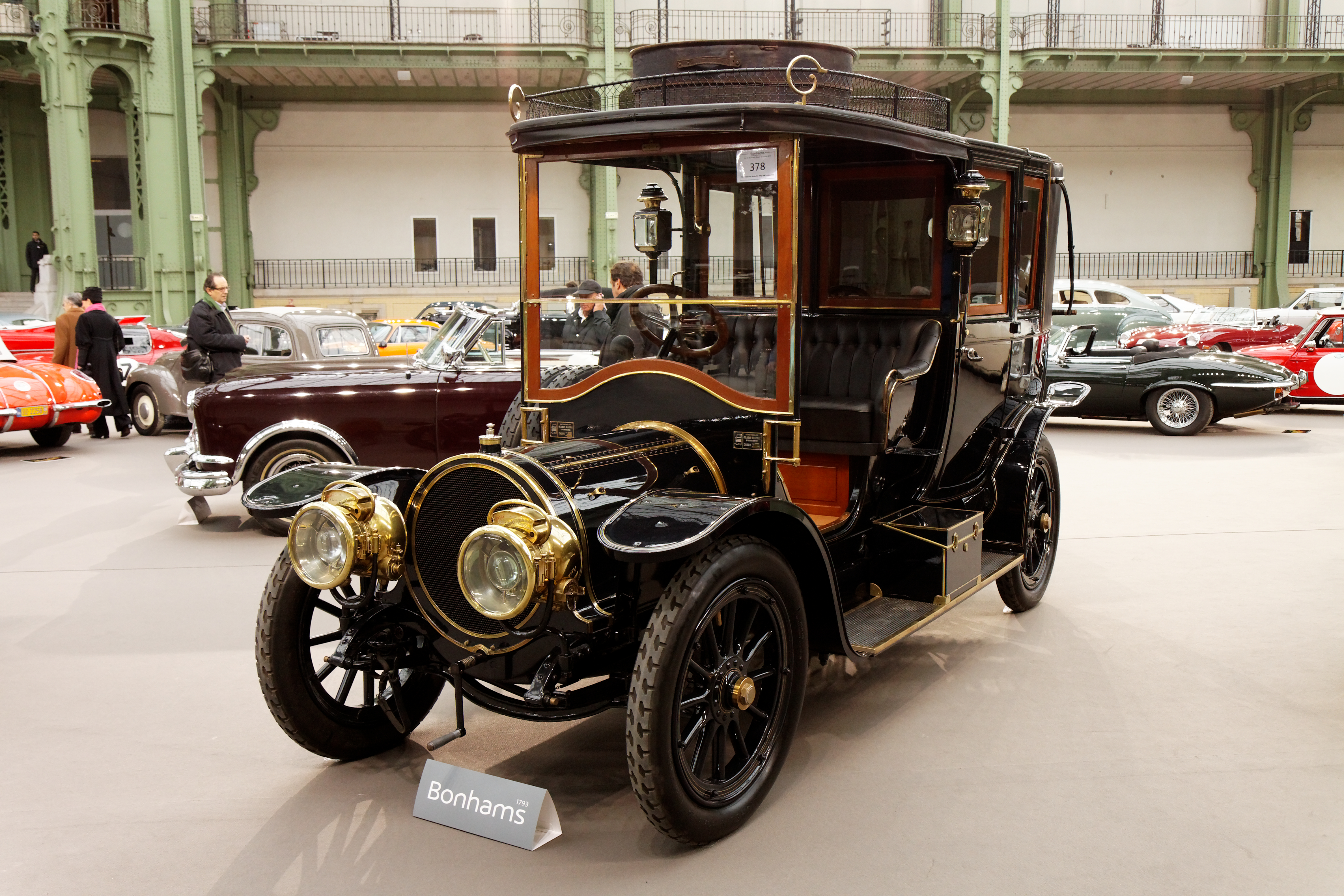
Delaunay-Belleville 25hp HB6 mit Landaulette-Aufbau von Rothschild (1911)
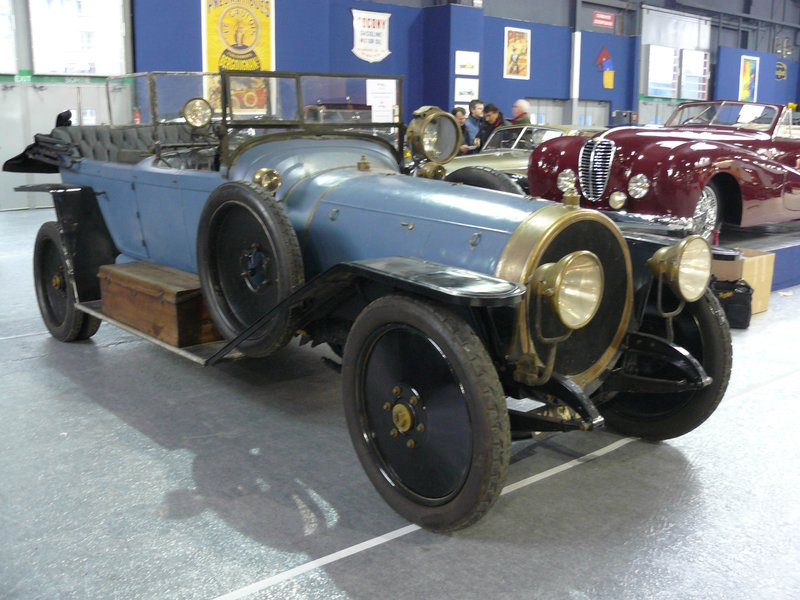
Delaunay-Belleville 40/50 CV Type O6 Torpédo (1913)